# Alnes fyr

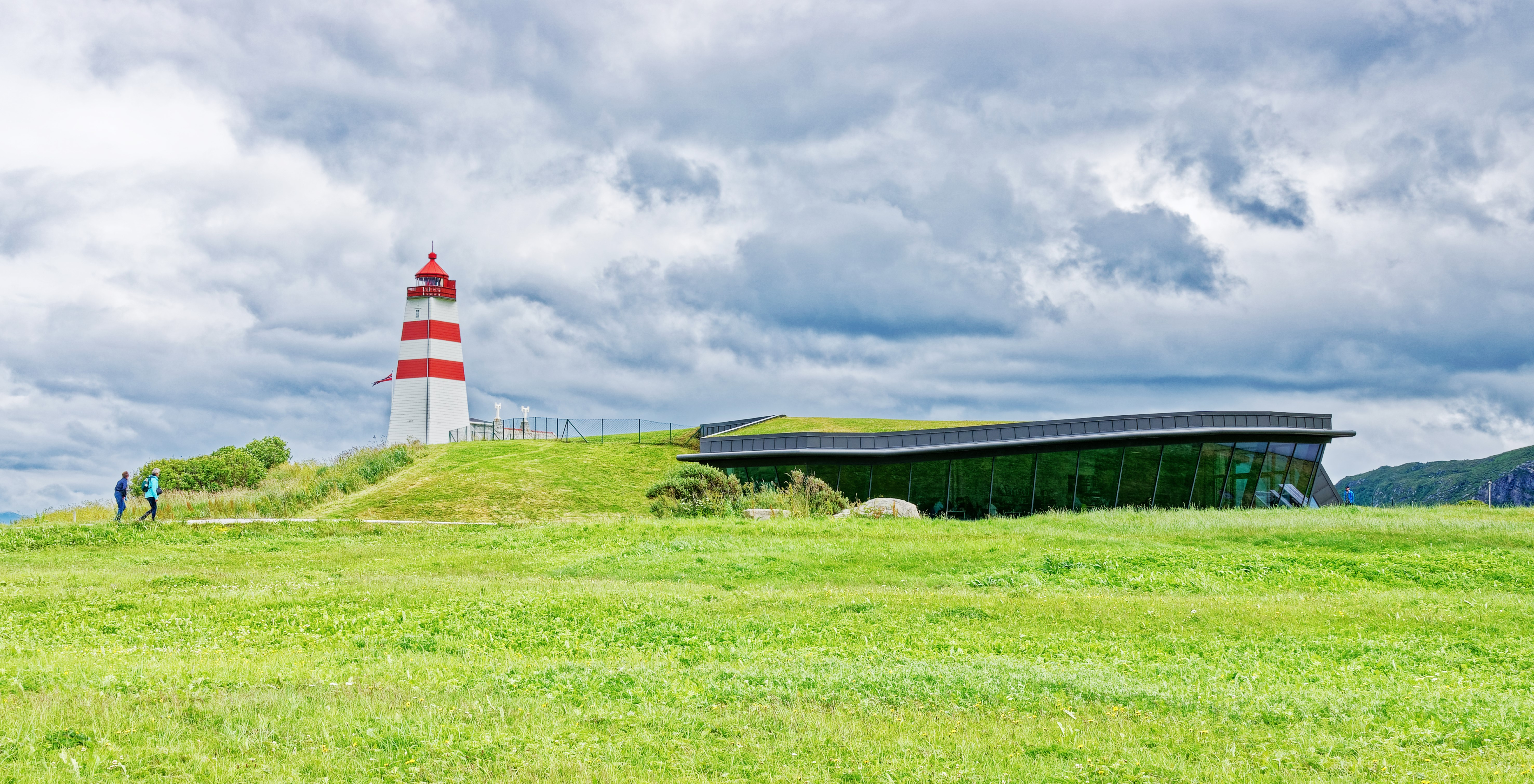
Alnes Fyr mit Besucherzentrum

Der Leuchtturm Alnes fyr befindet sich an der Nordseite der westnorwegischen Insel Godøya im Ort Alnes, der zu der Gemeinde Giske im Fylke Møre og Romsdal gehört. Das Leuchtfeuer ist seit 1852 in Betrieb und markiert die Zufahrt über den Giskesund in die nahe Stadt Ålesund.
Im Jahr 1982 wurde Alnes fyr automatisiert. Seit 1993 wird die Anlage auch als Kulturzentrum der Gemeinde und Region genutzt. Brückenverbindungen und Unterseetunnel zum Flughafen Ålesund auf der Insel Vigra und zur Stadt Ålesund machen Alnes fyr für Touristen und Bewohner der Region leicht zugänglich. Im Sommer ist das Leuchtfeuer daher ein beliebtes Ausflugsziel.
Das Feuer hat einen Abstrahlwinkel von ungefähr 250°, etwa von Südwest bis Südost. Dieser Bereich ist durch vorgestellte Farbscheiben in 13 verschiedene Sektoren unterschiedlicher Größe aufgeteilt.